# Faiditus ecaudatus
Faiditus ecaudatus là một loài nhện trong họ Theridiidae.
Loài này thuộc chi Faiditus. Faiditus ecaudatus được Eugen von Keyserling miêu tả năm 1884.